# 广岛文化学园短期大学
广岛文化学园短期大学（日语：／ Hiroshima Bunka Gakuen Tanki Daigaku *），简称文短，是一所位于日本广岛县广岛市安佐南区的私立短期大学。

## 概要

### 简介
- 短期大学成立于1964年[1][2]、由学校法人广岛文化学园经营[3]为男女同校[4]从1999年[4]。

### 历史
- 1964年 广岛文化女子短期大学成立并同时设置一个学科即服装科[注 10][2]。
- 1967年 食物营养科成立[2]。
- 1969年 学科名变更[2]
  - 服装科[注 11]
  - 食物营养科→食物营养学科。
- 1976年 音乐学科成立（招生到于2009年、停办于2011年）。两个专攻同时设置（但各自招生到于2003年）、以下列举[2]。
  - 器乐专攻
  - 声乐专攻
- 1982年 幼儿教育学科成立[2]。
- 1986年 两个专攻成立于专科、以下列举[2]。
  - 音乐专攻
  - 音乐演奏专攻。
- 1988年 服装学科[注 11]改编为生活文化学科（改编为群体生活学科于2003年）[2]。
- 1991年 食物营养科改编为生活科学科。两个专攻成立、以下列举[2]。
  - 生活科学专攻（招生到于2002年）
  - 食物营养专攻（改编为食物营养学科于2003年）。
- 1993年 幼儿教育专攻成立于专科（改编为保育专攻于2005年）[2]。
- 1995年 营养专攻成立于专科（入学生的修业年限变更从一个年到两个年从1999年）[2]。
- 1999年 改校名为广岛文化短期大学、开始招収男学生[2]。
- 2002年 生活文化专攻成立于专科[2]。
- 2003年 幼儿教育学科改编为保育学科、两个专攻同时设置、以下列举（但各自招生到于2005年、停办于2007年[3]）[2]。
  - 幼儿教育专攻
  - 保育专攻
- 2009年 改校名为广岛文化学园短期大学[2]。

### 宪章
- 请参看广岛文化学园短期大学的标志 （日語） 2014年5月6日阅览。

## 学校环境
- 校区：在广岛县广岛市安佐南区

## 历任校长
- 海见綾子：第一代短期大学校长[5]。
- 冈隆光：现在短期大学校长[6]

## 组织

### 学科
- 群体生活学科
- 食物营养学科
- 保育学科

### 前学科
| - 生活文化学科 - 生活科学科 - 生活科学专攻 - 食物营养专攻 - 音乐学科 - 器乐专攻 - 声乐专攻 - 保育学科 - 幼儿教育专攻 - 保育专攻 |

### 专科
| - 保育专攻 - 营养专攻 - 生活文化专攻 |

### 前专科
| - 音乐专攻 - 音乐演奏专攻 |

### 业余课程
| - 没有 |

## 知名校友
- 角岛奈知：女演员
- 内藤绘莉香：前排球运动员

## 相关链接
- 日本短期大学列表
- 吴大学短期大学部：已停办